# NGC 5937
NGC 5937 في الفهرس العام الجديد، هي مجرة، تقع في كوكبة الحية. اكتشفت في 14 أبريل 1785 بواسطة ويليام هيرشل.

## روابط خارجية
- NGC 5937 على موقع ويكي سكاي: DSS2, SDSS, GALEX, IRAS, Hydrogen α, X-Ray, Astrophoto, Sky Map, Articles and images